# Wide Awake
"Wide Awake" (tạm dịch: Kịp bừng tỉnh) là một bài hát của nữ ca sĩ người Mỹ Katy Perry từ album tái phát hành của cô, Teenage Dream: The Complete Confection (2012). Bài hát được sáng tác bởi chính cô, cùng với Bonnie McKee, Dr. Luke, Max Martin, Cirkut và được sản xuất bởi Dr. Luke cùng Cirkut. Nó còn được dùng làm nhạc phim cho bộ phim sắp tới của cô, Katy Perry: Part of Me. Bài hát được phát hành dưới dạng đĩa đơn vào ngày 22 tháng 5, cùng với một đoạn video quảng bá cho clip nhạc chính thức được đưa lên YouTube vào tháng 6. Đây là đĩa đơn cuối cùng trong "thời kỳ Teenage Dream", giai đoạn album Teenage Dream của Katy Perry làm mưa làm gió trong thị trường âm nhạc.
"Wide Awake" mang thể loại dance-pop cùng với nhạc điện tử, với mặt ca từ gợi nhớ lại về sự thật và tiếp tục đi lên. Ca khúc được các nhà phê bình đánh giá tích cực, với sự chú ý về việc sản xuất đĩa đơn cũng như sự đi lên về giọng hát của Katy Perry. Bài hát được xếp hạng khá nhiều nơi trên thế giới, và lọt vào tốp mười tại Canada, New Zealand và Mỹ. "Wide Awake" trở thành đĩa đơn thứ 11 của cô lọt vào top 10 bảng xếp hạng Billboard Hot 100.
Một video âm nhạc cho ca khúc "Wide Awake", đạo diễn bởi Tony T. Datis, ra mắt trên YouTube ngày 19 tháng 6 năm 2012. Đoạn quảng cáo được đạo diễn bởi Datis và Lance Drake, phát hành ngày 12 tháng 6. Nó giống như một câu chuyện cổ tích với một bé gái nhìn vào một cuốn sách cũ và thấy những hình ảnh trích từ những đĩa đơn trong Teenage Dream, với mỗi một đĩa đơn là một chương của cuốn sách. Chương thứ tám cũng là chương cuối cùng của cuốn sách, quảng cáo về video âm nhạc "Wide Awake" sắp phát hành. Vào ngày 23 tháng 4 năm 2023, video "Wide Awake" đạt hơn 1 tỷ lượt xem, đưa Perry trở thành nghệ sĩ nữ đầu tiên có 7 video âm nhạc vượt qua con số này.

## Thực hiện và thu âm
Vào tháng 2 năm 2012, bìa đĩa nhạc và chi tiết của album Teenage Dream: The Complete Confection được tiết lộ. Album được phát hành tại Mỹ vào ngày 26 tháng 3 năm 2012, gồm ba bản phối khí lại (remix) của ba ca khúc: "E.T." (hợp tác với ca sĩ nhạc rap Kanye West), "Last Friday Night (T.G.I.F.)" và "The One That Got Away". Album này cũng ba bài hát mới chưa có tại album Teenage Dream cũ của cô: "Part of Me", "Wide Awake" và "Dressin' Up", và có thêm một bản phối khí cho sáu đĩa đơn của Teenage Dream, được thực hiện bởi Tommie Sunshine. Perry giải thích rằng bài hát được truyền cảm hứng và viết riêng cho bộ phim một nửa là ký sự cuộc đời của cô, một nửa là các buổi hòa nhạc, Katy Perry: Part of Me, được định dạng 3D.

## Sáng tác
"Wide Awake" là một bài hát có nhịp đập trung bình, với thể loại dance-pop và nhạc điện tử ballad mạnh với một sự sản xuất được mở rộng, được so sánh với các tác phẩm của Ryan Tedder. Theo bản nhạc của bài hát được đăng tải trên trang mạng Musicnotes.com, bài hát được viết theo gam Fa trưởng và có nhịp đập 80 nhịp trên một phút. Giọng hát của Perry trong bài chuyển đổi từ một nốt trầm, C4-Đô 4, tới nốt cao hơn, D5-Rê 5. Bài hát được thêm vào những điệu trống, nhịp synth, một chiếc đàn đệm ghi-ta, và thêm nhịp điệu vù vù. Phần ca từ của ca khúc nói về việc đổ vỡ, nhưng vẫn tiếp tục đi lên, và được tin rằng Perry chỉ để ẩn dụ tới chồng cũ của cô, Russel Brand, từ khi nó được viết và thu âm sau cuộc đổ vỡ.